# Alexander Carroll Maingay
Alexander Carroll Maingay (Great Ayton, Yorkshire, 1836 — Rangoon, Myanmar, 1869) foi um médico, botânico e colector.